# Georg Wilhelm Stein der Jüngere
Georg Wilhelm Stein (* 26. März 1773 in Kassel; † 10. Februar 1870 in Bonn), in Unterscheidung zu seinem gleichnamigen Onkel und Lehrer gleichen Berufs der Jüngere genannt, war ein deutscher Geburtshelfer und Hochschullehrer.

## Lebensweg
Von 1792 an studierte Stein an der Universität Marburg und wurde dort am 8. Juli 1797 zum Dr. med. promoviert; zugleich erhielt er die Erlaubnis zur Ausübung der ärztlichen Praxis und Entbindungskunst in Kassel. Im selben Jahr legte er auch die Prüfung zum Geburtshelfer in Marburg ab.
1803 wurde er als Nachfolger seines gleichnamigen Onkels zum Professor der Entbindungskunst an die Marburger Universität berufen. Ein Jahr später wurde er auch Ko-Direktor für das wissenschaftliche Fach der Entbindungsanstalt in Marburg. 1806 erhielt er die „Direktion des ökonomischen Fachs“ des „Accouchierinstituts“ und war damit alleiniger Direktor. Er lehrte vor allem Geburtshilfe, seltener auch über Frauen- und Kinderkrankheiten, Physiologie und gerichtliche Medizin.
Im Jahre 1819 wechselte er in den Funktionen des Direktors der „Geburtshilflichen Klinik“ und eines Professors der Geburtshilfe an die Universität Bonn, wo er bis 1826 lehrte. Im Winter 1826/27 wurde ihm nach Auseinandersetzungen mit dem Ministerium Altenstein die Lehrtätigkeit untersagt, er behielt jedoch seine Universitätsposition bis 1835.
Im November 1820 wurde Stein mit dem Beinamen „Steinius“ in die Deutsche Akademie der Naturforscher Leopoldina gewählt.

## Schriften (Auswahl)
- Dissertatio inauguralis de pelvis situ eiusque inclinatione. Marburg 1797. Digitalisat.